# 베키 힐
베키 힐(Becky Hill, 1994년 2월 14일 ~ )은 잉글랜드의 싱어송라이터이다. 더 보이스 영국판 시즌 1 참가자이다.

## 음반 목록

### 정규 음반
- Only Honest on the Weekend (2021)

### 컴필레이션 앨범
- Get to Know (2019)

### EP
- Losing (2014)
- Eko (2017)